# Gajusz Klaudiusz Pulcher
Gaius Claudius Pulcher (ur. w 96 p.n.e.; zmarł po 44 p.n.e.) – członek patrycjuszowskiego rodu Klaudiuszów Pulcher, jednego z najbardziej wpływowych w okresie republiki. Drugi syn Appiusza Klaudiusza Pulchra konsula w 79 r. p.n.e. i Cecylii Metelli córki Lucjusza Cecyliusza Metellusa Diademata.
Wchodził w skład kolegium kapłańskiego Saliów. W 58 p.n.e. był legatem w wojskach Cezara w Italii. W 56 p.n.e. został wybrany  pretorem. Próbował przeciwstawić się usunięciu tablicy z zapisem ustawy na mocy której na wygnanie poszedł Cyceron. Prokonsul prowincji Azji w 55-53 p.n.e. Zrezygnował z początkowego zamiaru ubiegania się o urząd konsula na 53 p.n.e. i pozostał w prowincji.Po powrocie został oskarżony przez Marka Serwiliusza, osądzony musiał iść na wygnanie. Na powrót zezwolił mu w 44 p.n.e. Marek Antoniusz.